# 가스프롬 미디어
가스프롬 미디어(러시아어: ОАО Газпром-Медиа)는 러시아 최대의 미디어 매체 기업이다. 1989년 설립된 러시아 대기업 가스프롬의 자회사로 2000년에 설립되었다. 
2000년에는 블라디미르 구신스키의 미디어 모스트 그룹의 다른 미디어 자산뿐만 아니라 당시 러시아에서 유일한 전국적인 민영 텔레비전인 NTV를 인수하여 큰 논란을 일으켰고, NTV의 방송 정책에 상당한 변화를 가져왔다. 또한, 2005년 가스프롬 미디어는 전국 유력 신문인 이즈베스티야를 인수했다. 2005년 8월, 모회사였던 가스프롬은 또다른 가스프롬의 자회사인 가스프롬방크에 이 회사를 매각 처리하였다.